# Sabadaș, Jașkiv
Sabadaș (în ucraineană Сабадаш) este o comună în raionul Jașkiv, regiunea Cerkasî, Ucraina, formată numai din satul de reședință.

## Demografie
Componența lingvistică a comunei Sabadaș
     Ucraineană (99,18%)
     Alte limbi (0,66%)
Conform recensământului din 2001, majoritatea populației comunei Sabadaș era vorbitoare de ucraineană (99,18%), existând în minoritate și vorbitori de alte limbi.